# Eriachaenium
Eriachaenium là một chi thực vật có hoa trong họ Cúc (Asteraceae).

## Loài
Chi Eriachaenium gồm các loài: